# Sancos (distrito)
Sancos é um distrito do peru, departamento de Ayacucho, localizada na província de Huanca Sancos.

## Transporte
O distrito de Sancos é servido pela seguinte rodovia:
- PE-30D, que liga o distrito de Palpa (Região de Ica) à cidade de Los Morochucos (Região de Ayacucho)
- AY-110, que liga a cidade ao distrito de Aucara [1][2][3]